# Княжеский терем (Гродно)
Княжеский терем — резиденция правителей Городенского княжества в XII—XIII веках. Образец древнерусского зодчества и, в частности, городенской архитектурной школы. До наших дней дошли только фрагменты постройки.

## История и характеристика
Княжеский терем был раскопан в южной части Городенского детинца в 1932 году польским археологом Юзефом Иодковским. От терема сохранилась лишь северная часть, поскольку с юга стены здания были уничтожены при возведении замка Стефана Батория. Северная стена постройки уцелела на всю длину 9,72 м. Кирпичные стены были декорированы и усилены рядами грубо обработанных камней. До нашего времени дошли фрагменты северной части терема высотой до 2,5 метров. О богатстве внутреннего убранства, помимо декоративных ниш, свидетельствует большое количество поливных керамических плиток (в том числе фигурных), найденных при раскопках. Здание могло иметь несколько этажей и керамические плитки могли относится к полу второго этажа, поскольку пол нижнего этажа был кирпичным. Не исключено, что постройку данного терема возможно связать со следующей исторической ситуацией: в XII веке Давыд Игоревич, готовясь женить своего сына, юного Всеволодко, на Агафии – дочери Владимира Мономаха, построил в Городене терем, считая, что дочь Мономаха должна иметь все те же удобства, что она имела в Киеве.

## Галерея

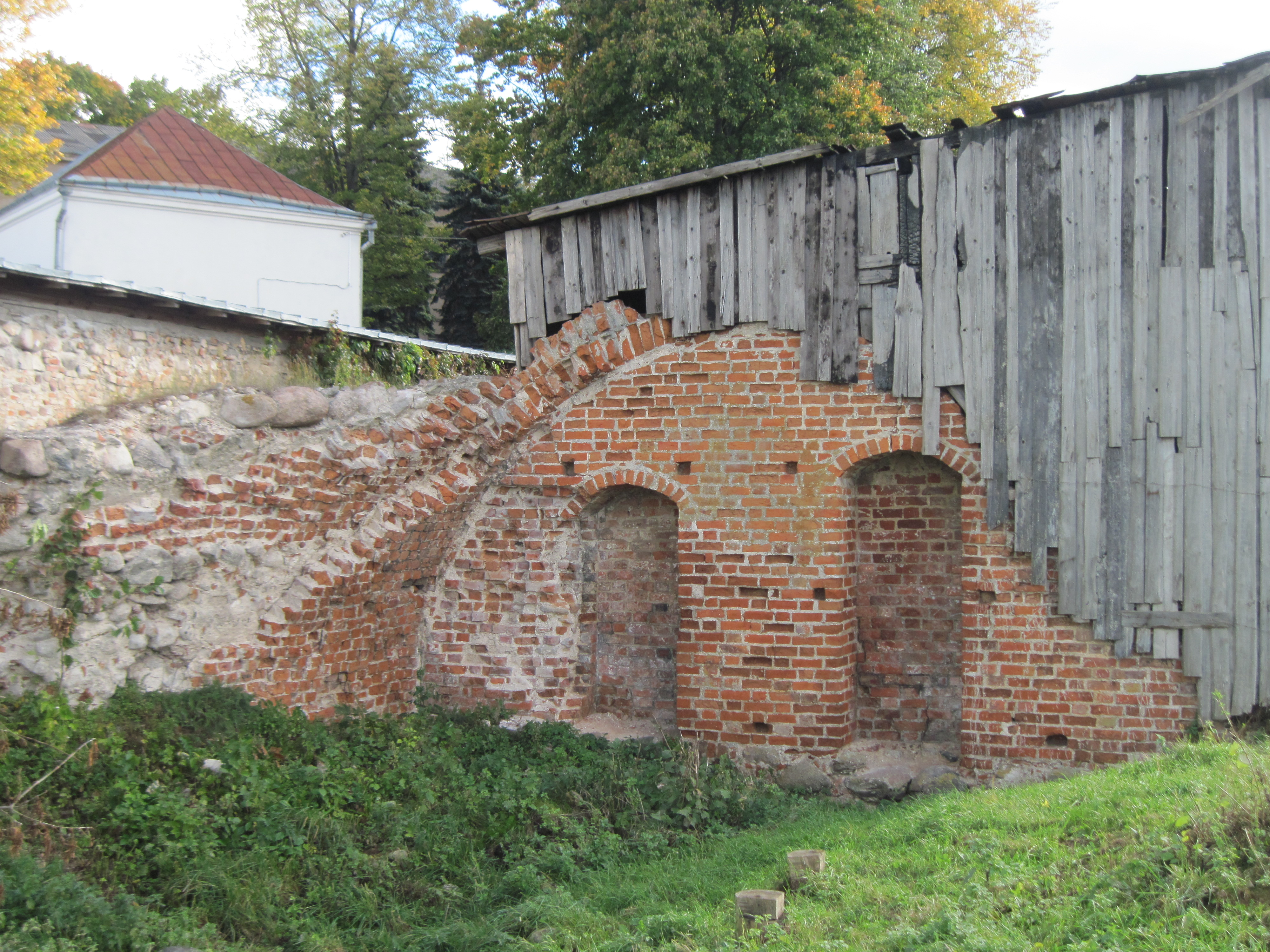
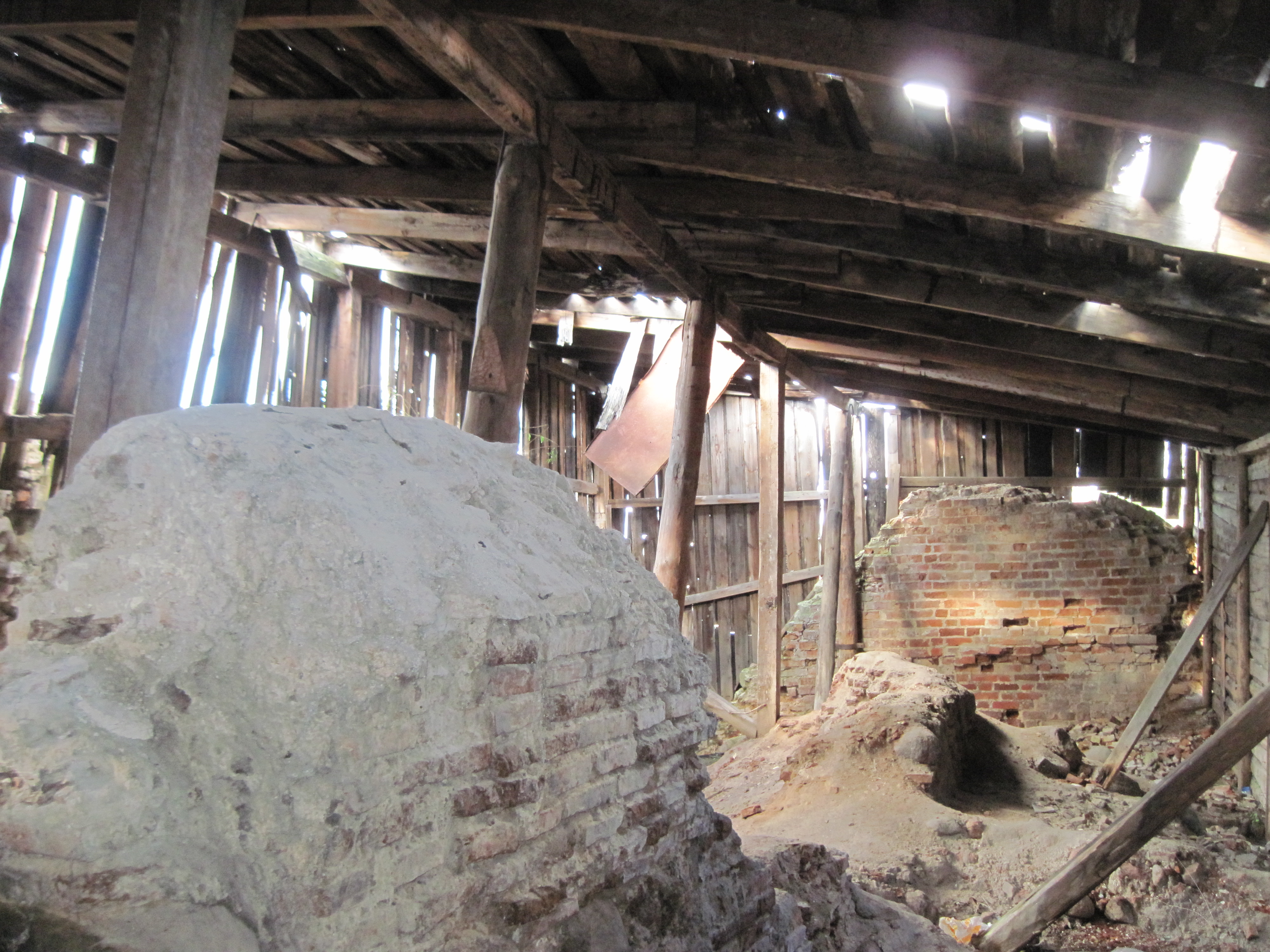
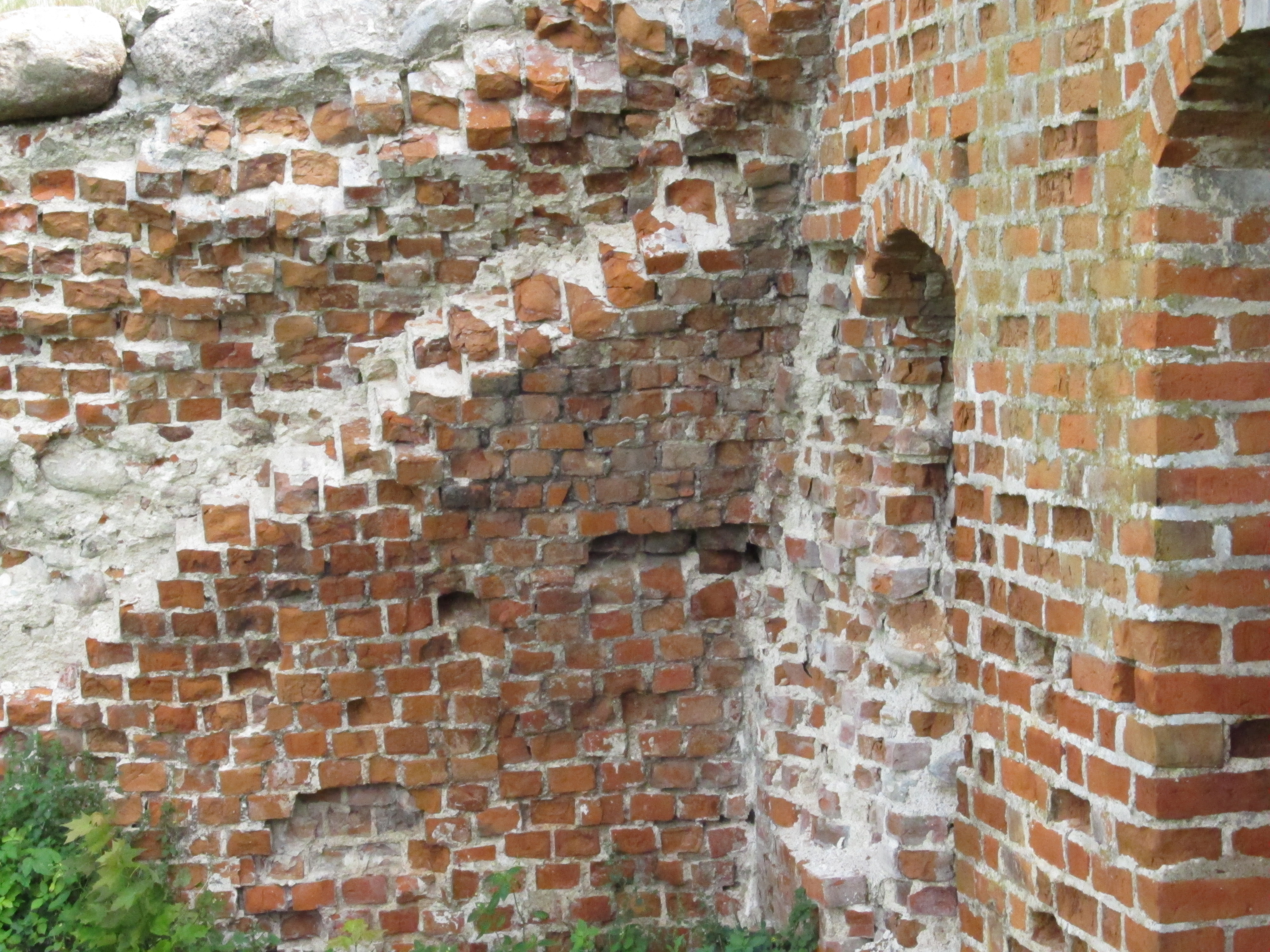
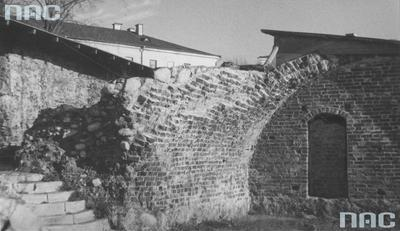